# 志村實因
志村 實因（しむら さねより、延享3年11月7日（1746年12月18日） - 天保3年5月18日（1832年6月16日））は、江戸時代中期から後期にかけて活躍した仙台藩の儒学者。
陸奥国江刺郡（現岩手県）羽黒堂村中山の出身。弟に志村時恭（東嶼）と志村弘強（蒙庵）がおり、兄弟三人とも儒学者として江戸時代中期から後期にかけて活躍し、志村三珠樹と称された。字（あざな）は子環。別号に五城、東華、士轍（詩名）、森玉軒（齋名））。
江戸の昌平黌に学び、仙台藩の大番士となり、藩校養賢堂で教育に尽力した。子がいなかったため、末弟の志村弘強（蒙庵）を養子に迎え入れている。
天保3年（1832年）、87歳（数え年）で死去。
仙台市立木町通小学校（明治六年創立）のWebサイトには、「学校の敷地は、藩儒、志村五城の屋敷跡を一部に含み、藩校「養賢堂」の前身にあたる旧学問所跡に近く、古くから文教にゆかりの深い土地柄でした。」と紹介されている。

## 著書
- 『諸家七絶集』（宮城県図書館古典籍類所蔵資料）
- 『志村五城書』（宮城県図書館古典籍類所蔵資料）